# Izoláló nyelv
Az összehasonlító nyelvészetben a nyelvek egyik, a morfológiai nyelvtipológia által számba vett kategóriája az izoláló (elszigetelő) nyelveké, amelyekben a legnagyobb az analitizmus foka. Az ilyen nyelvekben a mondattani viszonyokat általában független viszonyszók (például partikulák, elöljárószók) és a szórend segítségével fejezik ki, mivel a lexikai jelentésű szavak nyelvtanilag változatlan alakúak, azaz nem kapnak grammatikai toldalékokat. Az izoláló nyelv ellentéte a szintetikus nyelv, amelyben a mondattani viszonyokat tipikusan grammatikai toldalékok jelzik.

## Jellegzetességei
Az izoláló nyelvek egyike a kínai. Az alábbi példa ezen nyelvek fő jellegzetességét mutatja, mégpedig hogy mindegyik szó egyetlen morfémával esik egybe:
| nǐ                        | děng | wǒ, | wǒ | jiù   | gēn       | nǐ | qù   |
| te                        | vár  | én, | én | akkor | -val/-vel | te | megy |
| Ha megvársz, veled megyek |      |     |    |       |           |    |      |

Az izoláló nyelvek egy másik vonása az, hogy az igék és bővítményeik sorozatában ezek egymás mellé téve, viszonyszó nélkül követik egymást, miközben egyes igéknek elvontabb vagy grammatikalizáltabb jelentése van. Példamondat a Nyugat-Afrikában beszélt joruba nyelvből  :
| ó          | gbé  | e                                  | wá  |
| ő (hímnem) | hord | élettelenre utaló személyes névmás | jön |
| Elhozza    |      |                                    |     |

Az izoláló nyelveket jellemzik az alábbiak is:
- Úgy a lexikai jelentésű szavak, mint a viszonyszók többnyire egyszótagúak.
- A szófajok nem különülnek el világosan, mivel nincsenek olyan grammatikai kategóriákat kifejező eszközök, mint amilyenek a toldalékok.
- A rögzült szórend a mondattani eszközök egyike.

Izoláló nyelvek főleg Kelet- és Délkelet-Ázsiában vannak. A kínai nyelven kívül ilyenek többek között a vietnámi, a thai és a khmer. Egyéb olyan régiók, ahol több izoláló nyelvet beszélnek Nyugat-Afrika (pl. a joruba nyelv és az ewe nyelv ), valamint Dél-Afrika, pl. a ǃKung nyelvek. A kreol nyelvek is izoláló tendenciát mutatnak.

## Az izoláló jelleg viszonylagossága
Egyetlen nyelv sem tisztán analitikus vagy tisztán szintetikus, hanem mindegyikben megvannak ezen jellegek kisebb-nagyobb mértékben. Ideálisan izoláló nyelvben a mondat mindegyik szava egyetlen morfémával esik egybe. Ezzel szemben ideálisan szintetikus nyelvben, amilyenhez a poliszintetikus nyelvek közelednek, egy mondatot egyetlen olyan szó alkot, amely magában folglalja az összes szükséges morfémát. Közöttük helyezkedik el a túlnyomóan szintetikus nyelv, amelyben a legtöbb szó, ugyancsak mondatban egynél több morfémából áll. Joseph Greenberg  amerikai nyelvész kiszámította nyolc nyelvből vett száz szavas minták alapján a morfémák és a szavak száma közötti arányt, amelyet „szintézisfok”-nak nevezett el. Minél kisebb egy nyelvre vonatkozóan ennek az aránynak a hányadosa, annál analitikusabb az adott nyelv. Például a vietnámi nyelv, amely szintézisfoka 1,06-os, jelentősen izoláló, a szanszkrit az ő 2,59-es szintézisfokával szintetikus, az egyik eszkimó nyelv pedig 3,72-es szintézisfokkal poliszintetikus.
Az izoláló nyelveknek tekintettek között is vannak különbségek az izoláló jelleg mértékét tekintve. Például a klasszikus kínai nyelv izolálóbb, mint a mai kínai, amelyben képzett és összetett szavak is vannak, pl. fù-mǔ ’szülők’ (szó szerint ’apa-anya’), zhěn-tóu ’párna’ (szó szerint ’pihen-fej’), ami 1,54-re viszi fel a szintézisfokát, és csak mérsékelten izolálttá teszi.
Egyes nyelvekben az analitikus, illetve a szintetikus jelleg különböző lehet szófajok szerint, például az ige izoláló lehet, miközben a főnév nem izoláló.